# Matoma
То́м Стрэ́йт Лагергре́н (норв. Tom Stræte Lagergren; род. 29 мая 1991 в Оснесе), более известный как Matoma — норвежский диджей и продюсер.

## Биография
Лагергрен родился в Осенсе, Норвегия. С раннего детства учился играть на пианино. Он сотрудничал с известными пианистами Ховаром Гимзе и Лейфом Ове Андерсеном. Том учился в Норвежском университете естественных и технических наук, в котором получил степень бакалавра искусств. Matoma использует компьютерную программу для создания музыкальных спецэффектов, и некоторые другие инструменты.

## Карьера
Сингл «Free Fallin Tropical Mojito Remix», был записан совместно с продюсером Nelsaan. Matoma предложил компании Universal Germany создать ремикс на песню Марлона Роудетта «When Beat Drops». Созданный ремикс песни The Notorious B.I.G. «Old Thing Back», достиг второго места в норвежском чарте VG-lista. Он по просьбе Энрике Иглесиаса сделал ремикс на его песню Bailando. В 2014 году Matoma переделал песню датского диджея Hedegaard Happy Home в Happy Home (Matoma Remix). Ремикс сингла был записан на лейбле Copenhagen Records в сентябре 2014. В октябре того же года Matoma ремикшировал песню Эминема «Bueiness». На лейбле Warner Music Norway Matoma и Nelsaan записали ремикс «I Don’t Want to Talk About It». Это был второй совместный сингл Matoma и Nelsaan‘a. В 2015 году он выпустил ремикс песни MYNGA «Back Home» при участии Космо Кляйна. 15 октября 2016 Matoma сотрудничал с группой The Vamps, с которой совместно записал сингл «All Night». С 2017 года видеокли собрал более 286 миллионов просмотров на YouTube. Matoma выпустил второй совместный сингл с группой The Vamps «Staying Up» 1 сентября 2017.

## Дискография
Альбом
- Nakuna Matoma (2016)
- One in a Million (2018)

## Награды
| Год  | Организация          | Награды                                                                  | Номинант      | Результат |
| ---- | -------------------- | ------------------------------------------------------------------------ | ------------- | --------- |
| 2017 | Spellemannprisen '16 | Årets Nykommer & Gramostipend (Newcomer of the Year & Gramo scholarship) | Matoma        | Номинация |
| 2017 | Spellemannprisen '16 | Årets Låt (Song of the Year)                                             | «False Alarm» | Номинация |